# Meterse en camisa de once varas
Los dichos meterse en camisa de once varas y meterse en cañiza de once varas son unas expresiones coloquiales usadas para señalar la poca conveniencia de complicarse la vida innecesariamente. 

## Orígenes

### Camisa de once varas
Su origen se sitúa en la Edad Media, en la ceremonia de adopción de un niño, tomando los problemas que ésta conlleva por decisión propia. El padre debía meter al niño por la manga de una camisa grande hecha para la ocasión. Luego lo sacaba por la cabeza o el cuello de la prenda y el padre le daba un fuerte beso en la frente como prueba de la aceptación de la paternidad. En algunas regiones de Europa la ceremonia continúa vigente pero con la madre, con objeto de simular el parto.
El dicho además refleja una exageración en las dimensiones de la camisa, la cual no podía medir once varas, ya que una vara son 84 centímetros. Así, la camisa mediría 9,24 metros.
Más allá de esta interpretación, en la época medieval, la camisa era la parte exterior de una muralla entre dos torres. Con lo cual una camisa de once varas es una muralla entre dos torres de 10 metros de altura, por lo que puede ser una interpretación más adecuada.
Actualmente el significado es "Meterse una persona en asuntos o problemas que no conoce, que no le competen o que no reportan ningún beneficio".

### Cañiza de once varas
El origen puede rastrearse en las actividades pastoriles de la zona de Salamanca, donde los pastores, para resguardar sus rebaños durante la noche, los cercaban en una corraliza desmontable construida de cañas y telas, llamada «cañiza».
El valor de la vara en España varía de una región a otra; una vara castellana, tres pies castellanos, son aproximadamente 84 centímetros. Con una cañiza de once varas castellanas, puede montarse una corraliza cuasi circular de poco menos de 6 m². A veces las medidas variaba dependiendo de la región y los meses del año.
El apiñamiento del ganado lanar en tan reducida superficie hace prácticamente imposible poder desplazarse por la misma, y por ende, dificultoso de salir sin tropiezos.